# Bouteilles-Saint-Sébastien
Bouteilles-Saint-Sébastien (trong tiếng Occitan Botelha e Sent Sabàstian) là một xã của Pháp, nằm ở tỉnh Dordogne trong vùng Aquitaine của Pháp. Xã này có diện tích 13,96 km2, dân số năm 1999 là 189 người. Xã nằm ở khu vực có độ cao trung bình 100 m trên mực nước biển.

## Hành chính
| Danh sách các xã trưởng                |             |                 |                  |          |
| Giai đoạn                              | Giai đoạn   | Tên             | Đảng             | Tư cách  |
| 1998                                   | đương nhiệm | Guy Michel Lamy | không chính thức | nông dân |
| Tất cả các dữ liệu trước đây không rõ. |             |                 |                  |          |

## Thông tin nhân khẩu
| Năm | 1962 | 1968 | 1975 | 1982 | 1990 | 1999 |
| --- | ---- | ---- | ---- | ---- | ---- | ---- |
| Dân số | 313  | 294  | 250  | 218  | 214  | 189  |
| From the year 1962 on: No double counting—residents of multiple communes (e.g. students and military personnel) are counted only once. |      |      |      |      |      |      |